# Rayan Kolli
Rayan Kolli, né le 10 février 2005 à Londres en Angleterre, est un footballeur algérien qui joue au poste d'attaquant au Queens Park Rangers.

## Biographie

### En club
Rayan signe à l’académie des Queens Park Rangers à l’âge de 8 ans.
Il signe son premier contrat pro en janvier 2023.
Le 16 août 2023, il fait ses débuts professionnels contre Norwich City en EFL Cup en entrant à la 64ème minutes.
Le 7 décembre 2024, il inscrit un doublé contre Norwich City lors d’une victoire 3-0 à domicile.

## Statistiques

### En club
| Saison                | Club                  | Championnat           | Championnat | Championnat | Championnat | Coupe nationale | Coupe nationale | Coupe nationale | Coupe de la Ligue | Coupe de la Ligue | Coupe de la Ligue | Total | Total | Total |
| Saison                | Club                  | Division              | M.          | B.          | P.d.        | M.              | B.              | P.d.            | M.                | B.                | P.d.              | M.    | B.    | P.d.  |
| 2023-2024             | Queens Park Rangers   | Championship          | 10          | 0           | 1           | -               | -               | -               | 1                 | 0                 | 0                 | 11    | 0     | 1     |
| 2024-2025             | Queens Park Rangers   | Championship          | 20          | 4           | 2           | 1               | 1               | 1               | 0                 | 0                 | 0                 | 21    | 5     | 3     |
| 2025-2026             | Queens Park Rangers   | Championship          | 2           | 0           | 0           | -               | -               | -               | 1                 | 1                 | 0                 | 3     | 1     | 0     |
| Total sur la carrière | Total sur la carrière | Total sur la carrière | 32          | 4           | 3           | 1               | 1               | 1               | 2                 | 1                 | 0                 | 35    | 6     | 4     |